# Universitetsparken (København)
 For alternative betydninger, se Universitetsparken. (Se også artikler, som begynder med Universitetsparken)
Universitetsparken er et trekantet område på Nørrebro i København, der med udgangspunkt i Vibenshus Runddel afgrænses af Jagtvej, Tagensvej og Nørre Allé. Området har været underlagt staten siden 1898 og indeholder en koncentration af bygninger tilknyttet Københavns Universitet og Rigshospitalet. Området udgør en central del af Nørre Campus og vil således været præget af forandringer frem til 2020.
Universitetsparken gennemskæres af Lersø Parkallé, som på stykket mellem Jagtvej og Nørre Alle er navngivet Universitetsparken og således skaber adresser med dette gadenavn og deler Universitetsparken i en nordlig og sydlig del.

## Historie
Området er historisk en del af Serridslev, som i 1525/1527 gives af Kongen og bispen i Roskilde til København og bliver til Nørre Fælled. Den del af Nørre Fælled som i dag udgør Universitetsparken, afstås af København til staten i en aftale af 1898, en aftale som ligeledes omhandler Rigshospitalet og Garderhusarkasernens område.
Den første bebyggelse på området var Københavns Militærhospital langs vore dages Tagensvej, på et område det strække sig fra Jagtvej til Refnæsgade.
Områdets vision som Universitetspark er udtænkt af arkitekt Kaj Gottlob i 1930'erne, med en randbebyggelse langs Nørre Alle og Jagtvej, omkransende en central grønning.

## Universitetsparkens bebyggelse
Området indeholder blandt andet følgende bygningskomplekser:
- Zoologisk Museum
- August Krogh Instituttet/Bygningen
- Rigshospitalets Kollegium
- Egmont H. Petersens Kollegium
- H.C. Ørsted Instituttet/Bygningen
- Green Lighthouse
- Carlsbergfondets Biologiske Laboratorium
- Københavns Biocenter
- COBIS
- Danmarks Natur- og Lægevidenskabelige Bibliotek